# Selección femenina de voleibol de la República Dominicana
La selección femenina de voleibol de la República Dominicana es la selección nacional que representa a la República Dominicana en torneos internacionales femeninos de voleibol. El equipo es regenteado por la Confederación Dominicana de Voleibol. Su ubicación actual en la clasificación de la FIVB es la posición 11. A dicha selección se le declaró en los Juegos Panamericanos de Santo Domingo de 2003 como  las reinas del Caribe y su líbero, Brenda Castillo, 
es considerada la mejor del mundo.

## Medallero
| Competition        |   |   |   | Total |
| ------------------ | - | - | - | ----- |
| Juegos Olímpicos   | 0 | 0 | 0 | 0     |
| Campeonato Mundial | 0 | 0 | 0 | 0     |
| Campeonato NORCECA | 4 | 3 | 5 | 12    |
| Grand Prix         | 0 | 0 | 0 | 0     |
| Copa del Mundo     | 0 | 0 | 0 | 0     |
| Total              | 4 | 3 | 5 | 12    |

## Palmarés

### Juegos Olímpicos
- 1964 a 2000: No participó
- 2004: 10.º lugar
- 2008: No se clasificó
- 2012: 5.º lugar
- 2016: No se clasificó
- 2020: 8.º lugar

### Campeonato Mundial
- 1998: 12.º lugar
- 2002: 13.er lugar
- 2006: 17.º lugar
- 2010: 17.º lugar
- 2014: 5.º lugar
- 2018: 9.º lugar

### Copa del Mundo
- 1973 a 1999: No participó
- 2003: 10.º lugar
- 2007: 9.º lugar
- 2011: 8.º lugar
- 2015: 7.º lugar
- 2019: 7.º lugar

### Grand Prix
- 1993 a 2003: No participó
- 2004: 12.º lugar
- 2005: 11.º lugar
- 2006: 8.º lugar
- 2007: 11.º lugar
- 2008: 9.º lugar
- 2009: 11.º lugar
- 2010: 8.º. lugar
- 2011: 12.º lugar
- 2012: 12.º lugar
- 2013: 10.º lugar
- 2014: 13.er lugar
- 2015: 12.º lugar
- 2016: 13.er lugar

### Juegos Panamericanos
- 1955: 4.º lugar
- 1959: No participó
- 1963: No participó
- 1967: No participó
- 1971: No participó
- 1975: No participó
- 1979: 7.º lugar
- 1983: No participó
- 1987: No participó
- 1991: No participó
- 1995: No participó
- 1999: 4.º lugar
- 2003: 1.er lugar
- 2007: 5.º lugar
- 2011: 4.º lugar
- 2015: 3.er lugar
- 2019: 1.er lugar
- 2023: 1.er lugar

### Copa Panamericana
- 2002: 2.º lugar
- 2003: 2.º lugar
- 2004: 3.er lugar
- 2005: 2.º lugar
- 2006: 3.er lugar
- 2007: 3.er lugar
- 2008: 1.er lugar
- 2009: 2.º lugar
- 2010: 1.er lugar
- 2011: 1.er lugar
- 2012: 2.º lugar
- 2013: 2.º lugar
- 2014: 1.er lugar
- 2015: 2.º lugar
- 2016: 1.er lugar
- 2017: 2.do lugar
- 2018: 2.º lugar
- 2019: 2.º lugar
- 2022: 1.er lugar
- 2023: 4.º lugar

### Campeonato NORCECA
- 1987: No participó
- 1989: 5.º lugar
- 1991: 5.º lugar
- 1993: 6.º lugar
- 1995: 4.º lugar
- 1997: 3.er. lugar
- 1999: 4.º lugar
- 2001: 3.er. lugar
- 2003: 3.er. lugar
- 2005: 3.er. lugar
- 2007: 3.er. lugar
- 2009: 1.er. lugar
- 2011: 2.º lugar
- 2013: 2.º lugar
- 2015: 2.º lugar
- 2019: 1.er lugar
- 2021: 1.er lugar
- 2023: 1.er lugar

## Equipo actual
La siguiente es la lista de  República Dominicana en el Campeonato Mundial de Voleibol Femenino de 2014.
Director técnico: Marcos Kwiek
| N.º | Nombre                  | Cumpleaños           | Altura | Peso  | Ataque  | Bloque  | Posición | Club 2014           |
| --- | ----------------------- | -------------------- | ------ | ----- | ------- | ------- | -------- | ------------------- |
| 4   | Marianne Fersola        | 16/01/1992 (33 años) | 1,91 m | 60 kg | 3.15 cm | 3.10 cm | Central  | Mirador             |
| 5   | Brenda Castillo         | 5/6/1992 (32 años)   | 1,67 m | 55 kg | 2.45 cm | 2.30 cm | Libero   | Rabita Baku         |
| 7   | Niverka Marte           | 19/10/1990 (34 años) | 1,78 m | 71 kg | 2.95 cm | 2.83 cm | Armadora | Deportivo Géminis   |
| 8   | Cándida Arias           | 11/3/1992 (33 años)  | 1,94 m | 68 kg | 3.20 cm | 3.15 cm | Central  | San Cristóbal       |
| 12  | Rosalín Ángeles         | 23/7/1985 (39 años)  | 1,89 m | 61 kg | 3.10 cm | 3.00 cm | Armadora | Deportivo Nacional  |
| 16  | Yonkaira Peña           | 10/5/1993 (31 años)  | 1,90 m | 70 kg | 3.20 cm | 3.10 cm | Punta    | Bursa BBSK          |
| 17  | Gina Mambrú             | 21/1/1986 (39 años)  | 1,82 m | 65 kg | 3.30 cm | 3.15 cm | Opuesta  | Beşiktaş            |
| 18  | Bethania de la Cruz (C) | 13/05/1987 (37 años) | 1,88 m | 70 kg | 3.30 cm | 3.20 cm | Punta    | Eczacibasi Istanbul |
| 19  | Ana Yorkira Binet       | 9/2/1992 (33 años)   | 1,74 m | 58 kg | 2.80 cm | 2.60 cm | Punta    | Samaná              |
| 20  | Brayelin Martínez       | 11/9/1996 (28 años)  | 2,00 m | 72 kg | 3.30 cm | 3.20 cm | Opuesta  | Mirador             |

## Escuadras
- Campeonato Mundial 2002: 13.er lugar

- Yudelkys Bautista, Evelyn Carrera, Lucy Suazo, Annerys Vargas, Yndys Novas, Nuris Arias, Milagros Cabral, Francia Jackson, Francisca Duarte, Cosiri Rodríguez, Kenia Moreta y Karla Echenique. Entrenador: Jorge Pérez.

- Grand Prix 2003: 10.º lugar

- Annerys Vargas, Rosalín Ángeles, Yudelkys Bautista, Evelyn Carrera, Sofía Mercedes, Nuris Arias, Milagros Cabral, Juana González, Francia Jackson, Prisilla Rivera, Cosiri Rodríguez y Kenia Moreta. Entrenador: Jorge Garbey.

- Grand Prix 2004: 12.º lugar

- Annerys Vargas, Rosalín Ángeles, Yudelkys Bautista, Evelyn Carrera, Alexandra Caso, Sofía Mercedes, Juana Saviñón, Milagros Cabral, Juana González, Prisilla Rivera, Cosiri Rodríguez y Kenia Moreta. Entrenador: Jorge Garbey.

- Juegos Olímpicos 2004: 10.º lugar

- Annerys Vargas, Yudelkys Bautista, Evelyn Carrera, Alexandra Caso, Sofía Mercedes, Juana Saviñón, Milagros Cabral, Juana González, Francia Jackson, Prisilla Rivera, Cosiri Rodríguez y Kenia Moreta. Entrenador: Jorge Garbey.

- Grand Prix 2005: 11.º lugar

- Annerys Vargas, Yudelkys Bautista, Dahiana Burgos, Evelyn Carrera, Sofía Mercedes, Juana González, Karla Echenique, Cindy Rondón, Prisilla Rivera, Cosiri Rodríguez, Kenia Moreta y Sidarka Núñez. Entrenador: Francisco Cruz.

- Campeonato NORCECA 2005:  Medalla de bronce

- Annerys Vargas, Yudelkys Bautista, Dahiana Burgos, Alexandra Caso, Sofía Mercedes, Juana González, Karla Echenique, Cindy Rondón, Prisilla Rivera, Cosiri Rodríguez, Kenia Moreta y Bethania de la Cruz. Entrenador: Francisco Cruz.

- Grand Prix 2006: 8.º lugar

- Annerys Vargas, Yudelkys Bautista, Carmen Caso, Nuris Arias, Milagros Cabral, Juana González, Karla Echenique, Cindy Rondón, Prisilla Rivera, Cosiri Rodríguez, Kenia Moreta y Bethania de la Cruz. Entrenador: Miguel Cruz.

- Campeonato Mundial 2006: 17.º lugar

- Annerys Vargas, Yudelkys Bautista, Evelyn Carrera, Carmen Caso, Nuris Arias, Milagros Cabral, Juana González, Karla Echenique, Cindy Rondón, Prisilla Rivera, Cosiri Rodríguez y Bethania de la Cruz. Entrenador: Miguel Cruz.

- Grand Prix 2007: 11.º lugar

- Annerys Vargas, Rosalín Ángeles, Sidarka Núñez, Brenda Castillo, Carmen Caso, Sofía Mercedes, Gina del Rosario, Nuris Arias, Milagros Cabral, Cindy Rondón, Cosiri Rodríguez y Bethania de la Cruz. Entrenador: Miguel Cruz.

- Campeonato NORCECA 2007:  Medalla de bronce

- Eve Lisvel, Sidarka Núñez, Brenda Castillo, Carmen Caso, Gina del Rosario, Milagros Cabral, Iris Santos, Cindy Rondón, Jeoselyna Rodríguez, Cosiri Rodríguez y Bethania de la Cruz. Entrenador: Miguel Cruz.

- Copa Mundial 2007: 9.º lugar

- Eve Lisvel, Sidarka Núñez, Brenda Castillo, Carmen Caso, Ginnette del Rosario, Gina del Rosario, Nuris Arias, Milagros Cabral, Karla Echenique, Cindy Rondón, Cosiri Rodríguez y Bethania de la Cruz. Entrenador: Miguel Cruz.

- Grand Prix 2008: 9.º lugar

- Annerys Vargas, Eve Lisvel, Sidarka Núñez, Brenda Castillo, Carmen Caso, Gina del Rosario, Milagros Cabral, Karla Echenique, Cindy Rondón, Prisilla Rivera, Cosiri Rodríguez y Bethania de la Cruz. Entrenador: Marcos Kwiek.

- Grand Prix 2009: 11.º lugar

- Annerys Vargas, Dahiana Burgos, Eve Lisvel, Brenda Castillo, Carmen Caso, Niverka Marte, Milagros Cabral, Jeoselyna Rodríguez, Karla Echenique, Marifranchi Rodríguez, Gina Mambrú y Bethania de la Cruz. Entrenador: Marcos Kwiek.

- Campeonato NORCECA 2009:  Medalla de oro

- Annerys Vargas, Eve Lisvel, Brenda Castillo, Ana Yorkira Binet, Niverka Marte, Cándida Arias, Milagros Cabral, Jeoselyna Rodríguez, Karla Echenique, Prisilla Rivera, Gina Mambrú y Bethania de la Cruz. Entrenador: Marcos Kwiek.

- Gran Copa de Campeones 2009:  Medalla de bronce

- Annerys Vargas, Dahiana Burgos, Eve Lisvel, Brenda Castillo, Carmen Caso, Niverka Marte, Cándida Arias, Milagros Cabral, Jeoselyna Rodríguez, Karla Echenique, Prisilla Rivera y Gina Mambrú. Entrenador: Marcos Kwiek.

- Grand Prix 2010: 8.º lugar

- Dahiana Burgos, Eve Lisvel, Marianne Fersola, Carmen Caso, Niverka Marte, Cándida Arias, Sidarka Núñez, Jeoselyna Rodríguez, Karla Echenique, Cindy Rondón, Gina Mambrú y Ana Yorkira Binet. Entrenador: Marcos Kwiek.

- Campeonato Mundial 2010: 17.º lugar

- Annerys Vargas, Dahiana Burgos, Eve Lisvel, Brenda Castillo, Carmen Caso, Niverka Marte, Cándida Arias, Sidarka Núñez, Milagros Cabral, Karla Echenique, Cindy Rondón, Prisilla Rivera, Bethania de la Cruz y Ana Yorkira Binet. Entrenador: Marcos Kwiek.

- Grand Prix 2011: 12.º lugar

- Annerys Vargas, Dahiana Burgos, Eve Lisvel, Niverka Marte, Cándida Arias, Sidarka Núñez, Milagros Cabral, Karla Echenique, Cindy Rondón, Prisilla Rivera, Bethania de la Cruz y Ana Yorkira Binet. Entrenador: Marcos Kwiek.

- Campeonato NORCECA 2011:  Medalla de plata

- Annerys Vargas, Dahiana Burgos, Brenda Castillo, Niverka Marte, Cándida Arias, Sidarka Núñez, Milagros Cabral, Karla Echenique, Cindy Rondón, Prisilla Rivera, Bethania de la Cruz y Ana Yorkira Binet. Entrenador: Marcos Kwiek.

- Copa Mundial 2011: 8.º lugar

- Dahiana Burgos, Eve Lisvel, Brenda Castillo, Carmen Caso, Niverka Marte, Cándida Arias, Milagros Cabral, Jeoselyna Rodríguez, Karla Echenique, Cindy Rondón, Prisilla Rivera, Bethania de la Cruz, Ana Yorkira Binet y Brayelin Martínez. Entrenador: Marcos Kwiek.

- Grand Prix 2012: 12.º lugar

- Annerys Vargas, Winifer Fernández, Eve Lisvel, Marianne Fersola, Carmen Caso, Niverka Marte, Cándida Arias, Sidarka Núñez, Milagros Cabral, Karla Echenique, Cindy Rondón, Prisilla Rivera, Yonkaira Peña, Gina Mambrú, Bethania de la Cruz y Brayelin Martínez. Entrenador: Marcos Kwiek.

- Juegos Olímpicos 2012: 5.º lugar

- Annerys Vargas, Eve Lisvel, Brenda Castillo, Niverka Marte, Cándida Arias, Sidarka Núñez, Milagros Cabral, Karla Echenique, Cindy Rondón, Prisilla Rivera, Gina Mambrú y Bethania de la Cruz. Entrenador: Marcos Kwiek.

- Grand Prix 2013: 10.º lugar

- Annerys Vargas, Marianne Fersola, Brenda Castillo, Niverka Marte, Cándida Arias, Sidarka Núñez, Jeoselyna Rodríguez, Karla Echenique, Prisilla Rivera, Yonkaira Peña, Gina Mambrú, Bethania de la Cruz, Ana Yorkira Binet y Brayelin Martínez. Entrenador: Marcos Kwiek.

- Campeonato NORCECA 2013:  Medalla de plata

- Annerys Vargas, Marianne Fersola, Brenda Castillo, Niverka Marte, Cándida Arias, Karla Echenique, Prisilla Rivera, Yonkaira Peña, Gina Mambrú, Bethania de la Cruz, Ana Yorkira Binet y Brayelin Martínez. Entrenador: Marcos Kwiek.

- Gran Copa de Campeones 2013: 6.º lugar

- Annerys Vargas, Marianne Fersola, Brenda Castillo, Niverka Marte, Cándida Arias, Jeoselyna Rodríguez, Karla Echenique, Prisilla Rivera, Yonkaira Peña, Gina Mambrú, Bethania de la Cruz, Ana Yorkira Binet y Brayelin Martínez. Entrenador: Marcos Kwiek.

- Grand Prix 2014: 12.º lugar

- Annerys Vargas, Winifer Fernández, Camil Domínguez, Marianne Fersola, Brenda Castillo, Niverka Marte, Cándida Arias, Rosalín Ángeles, Prisilla Rivera, Yonkaira Peña, Gina Mambrú, Bethania de la Cruz, Ana Yorkira Binet y Brayelin Martínez. Entrenador: Marcos Kwiek.

- Campeonato Mundial 2014: 5.º lugar

- Annerys Vargas, Marianne Fersola, Brenda Castillo, Niverka Marte, Cándida Arias, Rosalín Ángeles, Prisilla Rivera, Yonkaira Peña, Gina Mambrú, Bethania de la Cruz, Ana Yorkira Binet y Brayelin Martínez. Entrenador: Marcos Kwiek.

- Copa Mundial 2015: 7.º lugar
- Juegos Olímpicos Tokio 2020: 8.º lugar

- Annerys Vargas, Lisvel Mejía, Brenda Castillo, Camil Domínguez, Niverka Marte, Prisilla Rivera, Yonkaira Peña, Bethania de la Cruz, Brayelin Martínez, Jineiry Martínez, Gaila González, Larysmer Caro. Entrenador Marcos Kwiek.

## Divisiones inferiores deRepública Dominicana

### Selección sub-23
| Competición               |   |   |   | Total |
| ------------------------- | - | - | - | ----- |
| Campeonato Mundial Sub-23 | 0 | 1 | 1 | 2     |
| Copa Panamericana Sub-23  | 3 | 0 | 0 | 3     |
| Total                     | 3 | 1 | 1 | 5     |

### Selección sub-20
| Competición               |   |    |   | Total |
| ------------------------- | - | -- | - | ----- |
| Campeonato Mundial Sub-20 | 1 | 1  | 0 | 2     |
| NORCECA Sub-20            | 2 | 5  | 1 | 6     |
| Juegos de la Juventud     | 0 | 0  | 0 | 0     |
| Copa Latina Sub-20        | 1 | 2  | 0 | 3     |
| Copa Panamerica Sub-20    | 1 | 3  | 0 | 4     |
| Total                     | 5 | 11 | 1 | 15    |

### Selección sub-18
| Competición               |   |   |   | Total |
| ------------------------- | - | - | - | ----- |
| Campeonato Mundial Sub-18 | 0 | 1 | 0 | 1     |
| NORCECA Sub-18            | 2 | 3 | 2 | 7     |
| Copa Panamericana Sub-18  | 0 | 1 | 3 | 4     |
| Total                     | 2 | 5 | 5 | 12    |